# Normativna mineralogija
Normativna mineralogija je geokemijski izračun celotne geokemije vzorca kamnine, iz katerega se po načelih geokemije določi idealizirano mineralogijo kamnine. Normativna mineralogija je uporabna predvsem za podrobne petrološke študije, za običajno geološko ali rudarsko delo pa ni najbolj primerna.
Normativni mineral je mineral, katerega prisotnost v kamnini je na osnovi določenih kemijskh analiz teoretično možna. Normativni mineral je v kamnini lahko tudi resnično prisoten ali pa tudi ne. Izračune normativnih mineralov se lahko opravi po pravilih CIPW ali Barth-Nigglijevih pravilih, ki so poznana tudi kot kationska pravila.
Normativni izračuni se uporabljajo za določanje idealizirane mineralogije kristalizirane taline. Kamnina se najprej kemijsko analizira, da se določi njena elementarna sestava. Rezultati kemijskih analiz se običajno izražajo z vsebnostjo oksidov. To pomeni, da se masni delež na primer Mg izrazi z masnim deležem MgO. Normativna mineralogija kamnine se zatem izračuna po predvidenem vrstnem redu kristaljenja mineralov, ki je poznan iz faznih diagramov kamnin in mineralov. V izračunih se uporabljajo poenostavljene kemijske formule  mineralov.  Izračunana mineralogija se lahko uporabi za  oceno pojmov kot je na primer nasičenost talin s silicijevim dioksidom (SiO2).
Izračune zelo poenostavijo ustrezni računalniški programi.

## Pravila CIPW
Pravila CIPW so razvili petrologi Cross, Iddings in Pirsson in geokemik Washington.  Izračuni normativne mineralogije po pravilih CIPW temeljijo na značilnih mineralih, ki lahko kristalijo iz brezvodnih talin pri nizkih tlakih in poenostavijo geokemijo značilnih magmatskih kamnin. Pravila vključujejo naslednje predpostavke oziroma omejitve:
- Magma kristali v brezvodnih pogojih, tako da ne nastaja noben hidratiziran mineral, na primer glinenci in biotit.
- Za feromagnezijeve minerale se predpostavlja, da ne vsebujejo Al2O3.
- Za razmerje Fe/Mg se predpostavlja, da je za vse feromagnezijeve minerale enako.
- Za nekatere minerale se predpostavlja, da so nezdružljivi, zato se na primer nefelin in/ali olivin nikoli ne pojavita v normativih skupaj z SiO2.

Omenjene omejitve so seveda umetne, se pravi da zezultati pravil CIPW niso odraz pravega poteka magmatske diferenciacije v naravi.
Primarna korist izračunavanja po pravilih CIPW je določanje idealne mineralogije afanitskih ali porfiritskih magmatskih kamnin. Če v talinah kamnin ni diagnostičnih ortoklazov, se lahko določi tudi stopnjo nasičenosti talin z SiO2.
Nasičenost  kamnine  z SiO2 ni odvisna samo od vsebnosti SiO2, ampak tudi od vsebnosti različnih alkalij in kovinskih spojin v talini. Fazni diagrami in evtektične točke različnih vrst kamnin so različni in jih je težko določiti, zato je treba pred tem izračunati, ali je talina nasičena z SiO2 ali ne.
Nasičenost kamnine z SiO2 se ugotovi s pripisovanjem kationov glavnih elementov anionom SiO2 v modalnem razmerju, tako da se tvorijo trdne raztopine idealiziranih mineralov. V apatitu (Ca5(PO4)3(F,Cl,OH)) se sestavljanje začne s fosforjem, v halitu s klorom in natrijem, v piritu z žveplom in železovim oksidom FeO, v kromitu z FeO in Cr2O3, v ilmenitu z enakim molskim razmerjem FeO in TiO2, v kalcitu s CaO in CO2. Na podoben način se lahko sestavi večino najpogostejših nesilikatnih mineralov. Od preostalih konstituent mineralov se Al2O3 in K2O pripišeta SiO2   za ortoklaz, natrij, aluminij in kalij za albit in tako naprej, dokler se ne porabi ves SiO2. V tem primeru so izračunani minerali glinenci. Če na koncu ostane prebitek SiO2, vsebuje kamnina normativni silicijev dioksid.

## Omejitve
Pravila CIPW in kationska pravila so uporabno orodje za določanje nasičenosti ali prenasičenosti kamnine s silicijevim dioksidom. Ocene mineralov v matematičnem modelu temeljijo na številnih predpostavkah, zato se morajo rezultati uskladiti z opazovano mineralogijo. Največ napak v izračuni se pojavlja na naslednjih področjih:
- Kumulatne kamnine. Izračun normativnega minerala v kumulatnih kamninah ni nujno neustrezen, vendar so zbrani podatki pogosto dvomljive vrednosti, ker kumulatna kamnina ne predstavlja taline, iz katere se je izločila. Analiza osnovne mase kumulata je kljub temu uporabna za normativne izračune, ker daje podatke o starševski talini.

- Oksidacijsko stanje. Normativni izračuni delijo Fe na Fe2+ in Fe3+ in ga pripisuje silikatni fazi na osnovi ocene razmerja med njima. Napačna ocena razmerja Fe2+/Fe3+ lahko povzroči napačen izračun  vsebnosti magnetita ali hematita ali celo spremeni mineralogijo silikata. Če je razmerje Fe2+/Fe3+ v vzorcu kamnine poznano, se izračuni lahko povsem ujemajo z opazovano mineralogijo.

- Tlak in temperatura. Pravila CIPW temeljijo na brezvodnih talinah in kristalizacijo pri zmernih tlakih, zato izračunana normativna mineralogija pogosto de odraža opazovane mineralogije pri vseh tipih kamnin, predvsem tistih, ki so nastale v Zemljinem plašču. Normativna mineralogija ni povsem zanesljiva za kamnine, ki so nastale pri visokih tlakih, pri katerih je lahko na primer flogopit zamenjava za amfibol, amfibol za olivin in tako naprej. Za posebne režime tlaka v globoki skorji in plašču so se za bolj natančne izračune razvili drugačni normativni izračuni.

- Ogljikov dioksid. Vpliv ogljikovega dioksida na večino silikatnih talin je majhen, v nekaterih primerih, predvsem pri karbonatitu, nekaterih lamprofirskih tipih kamnin, kimberlitu in lamproitu, pa prisotnost ogljikovega dioksida in kalcita povzroči napačno normativno mineralogijo taline ali spremljajočih faz. Napaka je posledica dejstva, da se pri analizi kamnine ne določa vsebnosti ogljika, kar povzroči navidezen prebitek kalcija, to pa ima za posledico navidezo podnasičenost normativnega silicijevega dioksida in navidezno povečanje vsebnosti kalcijevih silikatnih mineralov. Podobno napako povzroči prisotnost grafita, kar se dogaja v nekaterih kimberlitih, ki povzroči prebitek ogljika in navidezen prebitek karbonatov. Prebitek elementarnega ogljika lahko v naravi zmanjša fugasnost kisika in spremeni razmerje Fe2+/Fe3+.

- Halogenidi. Prisotnost nekaterih halogenidov in nekovinskih elementov v talini spremeni njeno kemijo. Bor  na primer tvori turmalin, prebitek klora lahko namesto glinenca tvori skapolit itd.. Pojav je na splošno redek, razen v granitih tipa A in njemu sorodnih kamninah.

- Neuravnoteženost mineralov. Kamnina lahko vsebuje tuje minerale, ki jih  je nasledila iz prejšnjih talin, ali celo vtrošnike in tujke, ki povzročijo napačen izračun normativne mineralogije. Takšne so na primer kumulatne kamnine in breča.

## Zaključek
Uporaba metode CIPW zaradi naštetih razlogov ni priporočljiva za kimberlite, lamproite, lamprofire in nekatere s silicijevim dioksidom podnasičene magmatske kamnine. Metoda ni primerna niti za karbonatite oziroma taline, ki so bogate s karbonati.
Metode CIPW so uporabne tudi za metamorfne magmatske kamnine, za katere veljajo enaka pravila in izjeme kot za magmatskke kamnine.

## Vira
- Hess, P. C. (1989), Origins of Igneous Rocks, President and Fellows of Harvard College, str. 276-285, ISBN 0-674-64481-6.
- Blatt, Harvey; Robert J. Tracy (1996). Petrology : igneous, sedimentary, and metamorphic (2 izd.). New York : W. H. Freeman, cop. COBISS 11125302. ISBN 0-7167-2438-3.